# ジャン＝ポール・ラプノー
ジャン＝ポール・ラプノー（Jean-Paul Rappeneau, 1932年4月8日 - ）は、フランス・オセール出身の映画監督・脚本家。

## 人物
息子のジュリアン・ラプノーは脚本家として、マルタン・ラプノーはミュージシャンとして父の監督作『ボン・ヴォヤージュ』にも参加している。
1960年代にルイ・マルの助監督、共同脚本家としてキャリアをスタートさせる。『城の生活』で監督デビュー後は、寡作ながらドヌーヴ、ベルモンド、モンタン、アジャーニ、ドパルデュー、ビノシュといったスターを配した話題作を発表している。

## 監督作品
- 城の生活（Le vie de château 1966年）
- コニャックの男（Les Mariés de l'an II 1971年）
- うず潮（Le sauvage 1975年）
- イザベル・アジャーニ 炎のごとく (Tout feu tout flamme 1982年、ビデオ・スルー)
- シラノ・ド・ベルジュラック（Cyrano de Bergerac 1990年）
- プロヴァンスの恋（Le Hussard sur le toît 1995年）
- ボン・ヴォヤージュ（Bon voyage 2003年）

## 脚本作品
- 地下鉄のザジ（Zazie dans le métro 1960年､ルイ・マル監督）
- 私生活（Vie privée 1962年、ルイ・マル監督）
- リオの男（L'Homme de Rio 1964年、フィリップ・ド・ブロカ監督）
- マルコ・ポーロ大冒険 (Marco Polo 1964年、ドニス・ド・ラ・パテリエール監督)
- おかしなおかしな大冒険（Le Magnifique 1973年、フィリップ・ド・ブロカ監督）